# 全日本妹選手権!!
『全日本妹選手権!!』（ぜんにっぽんいもうとせんしゅけん）は、堂高しげるによる日本のギャグ漫画。

## 概要
2000年に講談社の青年向け漫画雑誌『ヤングマガジンアッパーズ』に短編として掲載。その後連載化。2004年に同誌の休刊により連載終了。単行本最終巻である第7巻の帯には大きく「アッパーズ休刊の戦犯です」と書かれた。
序盤は、いわゆる「萌え」の1ジャンルとしての「妹キャラ」を風刺して、少年漫画、青年漫画、成人漫画によくある典型的「妹キャラ」を大げさに表現するという内容のギャグ漫画だった。しかし登場する妹キャラ達がある女子高の漫画研究部に集結してしまうという展開になり、漫画の内容も、漫画、アニメ、同人誌、コミケ、やおいなど、ディープなオタクネタを濃縮したマニアックな物へと急激に変化する事になる。
基本的には、女子高私立日吉台女学院の漫画研究部「シリウス」を舞台に、主にやおいを愛するオタク女子たちの日常を描く。しかししばしば脱線し、舞台設定無視で特定のオタク的議題を語ったり、全く異なる設定の番外編を始めたりする。そんな内容なので、登場人物たちは基本的に自分達が漫画の登場人物である事を理解しており、この作品自体や作者、掲載誌までもネタにして馬鹿にしたりする。
下ネタ、エロネタが全編にわたり使われており、またそのようなくだらないギャグやあからさまなお色気シーンが脈絡無く出てくること自体もまた、この作品を構成するギャグの一部である。（しかし援助交際ネタで島袋光年の漫画『世紀末リーダー伝たけし!』のキャラクターを用いた所、単行本収録時には差し替えられてしまった事がある。ただし、その事自体もネタにした表現が見受けられる）その一方で漫画業界から表現規制につながりかねないと危惧されている児ポ法改正問題についても僅かではあるが取り上げられていた。
最終回のラストに見開きで『男坂』最終回のラストシーンのパロディを行った。

## 登場人物
黒田 恵美（くろだ めぐみ）
中等部2年生。実の兄に強い好意を持つも、兄は高等部の飯月操に夢中で全く振り向かれない。操の事を探るべく漫研シリウスに潜入し、そのまま部員にされてしまう。最初は全くオタク的趣味は無かったが、後に立派なオタクへと成長する。作中の妹萌えのオタクたちに絶大の人気で「メグたん親衛隊」なるものまで存在する。
飯月 操（いいづき みさお）
2年生。漫研シリウスの部長。すごい美人でありながらアニメや漫画のあらゆる作品に精通するオタクの権化。その手腕は強引で、漫研の活動やこの作品自体の内容を独断で定めていく。1970年代の少女漫画風な、無駄にエレガントでゴージャスな絵を描く。義理の兄（姉の夫）に激しい愛情を抱く。
矢井田 律子（やいだ りつこ）
2年生。問題児の多い漫研シリウスの中では比較的まともなオタク。絵に強い特徴は無いが画力は高く、商業誌でデビューした経験を持つ。押川雲太朗似の絵も描ける。良い意味でシリウスのまとめ役。兄はいない。
桜井 典子（さくらい のりこ）
2年生。青春の全てをやおい同人につぎ込んだ生粋のオタク少女。牛乳瓶眼鏡、貧相な身体、やつれた顔がチャームポイント。画力は部員中最も高い。兄はいない。
真野 清美（まの きよみ）
2年生。長身で運動神経も良いが、運動部の誘いを蹴って漫研シリウスにいる。下ネタを大いに好む。やおいというよりハードなホモ世界が趣味で、描く漫画もそれに準じてマッチョでくどい。兄はいない。複雑な家庭環境で過ごした過去を持つ。
折原 明美（おりはら あけみ）
2年生。外見は部員の中では最も垢抜けた美少女だが、内面は他と同じくオタク。兄がいるが、お互い目も合わせないほど仲が悪く、妹萌え要素はゼロ。描く漫画は諸星大二郎や横山光輝のコピー。
川奈 友子（かわな ともこ）
2年生。極端に地味な顔。いつもにこやかで周囲を和ませるが、毒が無いので存在感は薄い。初期から登場しているが当初は名前もなくモブ的存在だった。いくつものアルバイトを掛け持ちしており、そのせいで出番も少ない。稼いだお金は傷害事件を犯して逃亡中と思しき兄へと送っている。描く漫画は桜沢エリカや安野モヨコのコピー。
伊吹 まなみ（いぶき まなみ）
1年生。生まれてすぐ渡米し、アイダホで育った帰国子女。片仮名交じりの外人口調で喋る。発育著しい体と対照的に、性格は極めて純真で無邪気。日本のアニメや特撮、SFのマニア。アメリカン・コミックスやカートゥーン風の漫画を描く。腹違いの兄がいる。好きな声優は麦人。
長瀬 亜紀（ながせ あき）
1年生。見た目通りのヤンキーであると同時に漫画オタク。週刊少年サンデーを愛し、島本和彦、中津賢也、安永航一郎等のファン。周囲に濃いオタクがおらず、「わかりあえるダチ」を求めてシリウスに入部した。同じくヤンキーの兄がおり、自分がヤンキーになったのも兄と行動を共にするためだった。当初絵心は全く無かったが、のちにしりあがり寿タッチの絵を描くようになる。好きな声優は銀河万丈。
連城 明日香（れんじょう あすか）
1年生。見た目通りの良家のお嬢様であると同時に大変ディープなオタク。メカやロボットに関しては操も圧倒するほど語れる。アニメ等だけでなく、現実のロボットや重機も愛し、作中でもコマツの「GALEO」について延々語ったりした。小林源文の『Cat Shit One』のコピーを描く。またオリジナルのモビルスーツをデザインして、それを大張風、カトキ風、永野風にアレンジして描いてみせた。好きな声優は若本サマ。
遠野 愛（とおの あい）
1年生。大阪出身。東京でバンド活動する兄を追いかけて上京しているうちに、そのまま居付く。床が抜けそうなほど漫画本を集める漫画オタク。周囲が一般人だろうと引いていようと、好きなキャラについてハイテンションで語り続ける。画力は高く、CLAMPのコピー。ただし東京タワーなど背景専門。好きな声優は保志さんや石田さん。
古木 環美・環緒（ふるき たまみ・たまお）
中等部1年生。恵美に憧れて入部してきた双子姉妹。容姿、性格、趣味、口調等全て一緒で登場時も常にペアなので見分けがつかない。ホラーマニア。深水光とは幼馴染。兄は光の兄と同性愛関係にあるが、まるで動じてない模様。
深水 光（ふかみず ひかる）
新緑ヶ丘中学1年生。恵美に憧れるあまり他校なのに入部してきた女装少年。古木姉妹とは幼馴染。女装も姉妹から手ほどを受けた。恵美に憧れる一方で実の兄にも恋心を抱く。だが兄は古木姉妹の兄と同性愛関係にあるという複雑な状況。
マルローネ・フリードリヒ・フォン・ハインリッヒ・ヴィルヘルム
通称マリーちゃん。ドイツからの交換留学生。男だが名前で女と間違えられて入ってきた。ドイツ大使の子息。日本のマンガやアニメに詳しく、ドイツでもオタクと呼ばれていたが、国による価値観の違いのせいで引け目はまるで感じていない。シリウス部員だが初期を除き出番はほとんどない。
柿崎 勇太郎（かきざき ゆうたろう）
通称コモン。漫研シリウス顧問。華麗な学歴を持つ美形。しかし生身より二次元の男を偏愛するメンバーたちにはその威光はまるで通じず、コキ使われたりマンガのモデルとして裸にされたりとさんざん。初期を除き出番はほとんどない。
カムイ
拾われて漫研で飼われるようになった野良犬。世話はもっぱら恵美がしている。名前は白土三平作品から命名。
真カムイ
まなみがカムイと間違って世話していた猫。まなみに仕込まれて線引き・ベタ塗りなどをこなせるようになった。その有能さから、こちらが本物ということにされる。部員たちの会話に紛れて人語を喋ることがある。

## 合作、共作
2003年に出版された『ヤングマガジン妹増刊』に、氏家ト全の『妹は思春期』との合作4コマ漫画が掲載された。それぞれ自分の作品の1、2コマ目を描き（ネタふり）、その3、4コマ目を相手が描く（オチ）という形式で作られている。堂高がネタふりの3本が「全日本妹は思春期!!」、氏家がネタふりの3本が「妹は選手権」と題されている。また同誌には、『湘南純愛組!』の藤沢とおる、『げんしけん』の木尾士目、『3.3.7ビョーシ!!』の久保ミツロウがイラストと応援コメントを寄せている。これらは単行本第4巻に収録されている。
『スプリガン』のたかしげ宙が原作として参加した回がある。「たかしげ宙 in 全日本妹選手権!!」は、シリウスの部員が課外授業で化石の発掘を行うが、Uマチック、β、W-VHSなどのオーパーツを掘り出してしまうという話。また「たかしげ宙 in シスプリガン!!」（前後編）は通常とは全く違う設定の番外編。ユネスコ傘下の研究護衛部隊「SIRIUS」の、フィリピン沖の海底に沈む正体不明の巨大金属柱をめぐるアメリカ海軍との戦闘を描く。これらは単行本第6巻に収録されている。

## 単行本
アッパーズKCより刊行。
1. 2001年10月9日刊行　ISBN 4-06-346123-8
2. 2002年5月9日刊行　ISBN 4-06-346147-5
3. 2002年11月8日刊行　ISBN 4-06-346174-2
4. 2003年4月9日刊行　ISBN 4-06-346193-9
5. 2003年9月9日刊行　ISBN 4-06-346213-7
6. 2004年3月9日刊行　ISBN 4-06-346237-4
7. 2004年11月9日刊行　ISBN 4-06-346261-7